# Nikolaj Sličenko
Nikolaj Alekseevič Sličenko (russo: Никола́й Алексе́евич Сличе́нко, traslitterazione anglosassone Nikolai Alekseyevich Slichenko; Belgorod, 27 dicembre 1934 – Mosca, 2 luglio 2021) è stato un cantante e attore russo.
I suoi riconoscimenti includono Artista del Popolo dell'URSS (1981), Premio di Stato dell'URSS (1987), Ordine al Merito per la Patria del Corso di Laurea in III Classe (27 dicembre 2004).

## Biografia
Nikolaj Sličenko nacque nella zona di Belgorod, in Russia, in una famiglia di rom. Durante la seconda guerra mondiale assistette all'assassinio di suo padre. Dopo la guerra, la famiglia Sličenko si stabilì in una fattoria collettiva romanì nell'oblast' di Voronež. Qui il giovane Nikolaj sentì parlare per la prima volta di un teatro gitano a Mosca e decise di intraprendere la carriera recitativa.
Nel 1951 fu accettato al teatro gitano "Romen", dove attirò l'attenzione dei più importanti maestri del teatro, e l'anno dopo ottenne non ancora diciottenne la sua prima parte da protagonista. Interpretó più di 60 ruoli e prese parte a una serie di film popolari.
Nel 1972 completò gli studi di amministrazione presso l'Accademia russa di arti teatrali, e nel 1977 divenne direttore principale del Teatro Romen.
Il 4 dicembre 1998 fu aggiunta una stella con il suo nome sul quadrato delle stelle a Mosca.